# Julio
| Оценки критиков | Оценки критиков |
| Источник        | Оценка          |
| --------------- | --------------- |
| AllMusic        | [ 1 ]           |

Julio (Ху́лио) — сборный альбом Хулио Иглесиаса, выпущенный в 1983 году на лейбле CBS.
В США альбом поднялся на 32 место хит-парада Billboard 200, то есть среди всех продаваемых в стране альбомов.

## Список композиций
| №                   | Название                                     | Перевод названия (Язык песни)         | Длительность |
| ------------------- | -------------------------------------------- | ------------------------------------- | ------------ |
| 1.                  | «Non Si Vive Cosi» («Can’t Live Like This»)  | «Не могу так жить» (итал.)            |              |
| 2.                  | «Amor»                                       | «Любовь» (исп./англ.)                 |              |
| 3.                  | «Abraçame» («Wrap Your Arms Around Me»)      | «Обними меня» (порт.)                 |              |
| 4.                  | «Ou Est Passée Ma Boheme?» («Carefree Days») | «Куда ушли беззаботные дни?» (франц.) |              |
| 5.                  | «Volver A Empezar» («Begin The Beguine»)     | «Начать снова» (исп.)                 |              |
| 6.                  | «Hey»                                        | «Эй!» (англ.)                         |              |
| 7.                  | «Nostalgie» («Nostalgia»)                    | «Ностальгия» (франц.)                 |              |
| 8.                  | «La Paloma» («The Dove»)                     | «Голубка» (исп.)                      |              |
| 9.                  | «Wo Bist Du» («Where Are You»)               | «Где ты?» (нем.)                      |              |
| 10.                 | «De Niña A Mujer» («Childhood To Womanhood») | «От девочки к женщине» (исп.)         |              |
| Общая длительность: | Общая длительность:                          | Общая длительность:                   | 39:11        |

## Чарты
| Чарт (1983)                      | Наив. поз. |
| -------------------------------- | ---------- |
| США (Billboard 200)              | 32         |
| Чарт (1984)                      | Наив. поз. |
| США (Billboard Country Albums)   | 41         |
| Чарт (1993)                      | Наив. поз. |
| США (Billboard Latin Pop)        | 4          |
| США (Billboard Top Latin Albums) | 6          |